# حلاوة وبريق
حلاوة وبريق (باليابانية: 甘々と稲妻) مانغا سينن يابانية من تأليف ورسم غيدو أماغاكوري. ومتسلسلة منذ 2013 في مجلة غود آفترنون إلى أن وصلت إلى نهايتها في ديسمبر 2018. اقتبست المانغا إلى مسلسل أنمي تلفزيوني في 4 تموز 2016 استمر لغاية 19 ديسمبر 2016.

## القصة
كوهي هو أبٌ وحيد وأستاذٌ في مدرسةٍ ثانوية يعيش مع ابنته الصغيرة تسوموغي. لقاءٌ بمحض المصادفة يجمعه وابنته مع إحدى تلامذته كوتوري التي تمتلك أمّها مطعماً. ثم يبدأ الثلاثة بالالتقاء بشكلٍ دوري لصنع الوجبات. لا يجيد أحدهم الطهو حقاً، لكنهم جميعاً يحبون الأكل اللذيذ!.

## العاملون على الأنمي
- إخراج: تارو إيواساكي
- كتابة: ميتسوتاكا هيروتا
- تصميم الشخصيات: هيروكي هارادا
- إنتاج: ستوديو TMS Entertainment

## الحلقات
| رقم الحلقة | عنوان الحلقة | تاريخ العرض الأصلي |
| --- | --- | ------------------ |
| 1 | «أزياء وأرزّ القِدر» "Seifuku to Donabe-gohan" (制服とどなべごはん)                                                          | 4 تموز 2016        |
| إينوزوكا سينسي أبٌ أعزب لطفلة تُدعى تسوموغي، ولا يجيد الطهو لابنته مما يجعل معظم وجباتها تتشكل من عُلب الطعام الجاهزة يلتقيان أثناء خروجهما لمشاهدة الأزهار بفتاة تأكل وحدها وتُدعى كوتوري التي تدعوهما فيما بعد لزيارة المطعم الخاص بوالدتها.   | |                    |
| 2 | «حساء لحم الخنزير وأضواء المطعم» "Tonjiru to Mise Akari" (豚汁とみせあかり)                                                | 11 تموز 2016       |
| تقترح كوتوري على إينوزوكا سينسي وتسوموغي القدوم بشكل دوري لمطعم والدتها للطهو وأكل العشاء سوياً تحب تسوموغي الفكرة بينما يستغرق إينوزوكا وقتاً لاتخاذ القرار.                                                                                  | |                    |
| 3 | «تسوموغي وشريحة الهامبرغر التي طال انتظارها» "Tsumugi to Omatase no Hanbāgu" (つむぎとおまたせのハンバーグ)                | 18 تموز 2016       |
| يستمر إينوزوكا سينسي بمحاولة تحسين مهاراته في الطهو لإعداد الوجبات لتسوموغي بينما تعمل تسوموغي على صنع شريحة هامبرغر عبر الصلصال في الروضة، تقع في مشكلةٍ مع أحد الأطفال فتفقد ابتهاجها المعتاد.                                              | |                    |
| 4 | «الخضروات المكروهة والغراتان المدحرج» "Kirai na Yasai to Korokoro Guratan" (きらいな野菜とコロコログラタン)                | 25 تموز 2016       |
| تصل إينوزوكا سينسي مجموعةٌ من الخضروات من جدّة تسوموغي، ويحاول إيجاد طريقةٍ للاستفادة منها في إطعام تسوموغي التي تكره وترفض أكل الخضروات لكن كوتوري تجد وصفة مناسبة لجعل الطعام يبدو شهياً لتسوموغي.                                             | |                    |
| 5 | «يوم إجازةٍ ودونات خاصّة» "Oyasumi no Hi no Tokubetsu Dōnattsu" (お休みの日のとくべつドーナッツ)                             | 1 آب 2016          |
| ترى كوتوري تسوموغي رفقة رجل غريبٍ في المدينة، وتلاحقهما لمعرفة لمَ يأخذ تسوموغي معه تصف تسوموغي الدونات بالصعبة، فتقترح كوتوري على أونيزوكا سينسي إعداد مجموعةً منها للغداء يوم العطلة.                                                         | |                    |
| 6 | «أصدقاء وحفلة غيوزا» "Otomodachi to Gyōza Pātī" (おともだちとギョーザパーティー)                                           | 8 آب 2016          |
| تتعرف صديقة كوتوري، شينوبو، على إينوزوكا سينسي وتقرر الانضمام لهما في حفلة طهوٍ للغيوزا تشعر تسوموغي بالحماس وتصنع بطاقات دعوة، بينما تتجلى لشينوبو حقيقة مشاعر تخفيها كوتوري.                                                                | |                    |
| 7 | «غوهي موتشي ومغامرةٌ كبيرة» "Gohei Mochi to Daibōken" (五平餅とだいぼうけん)                                                | 15 آب 2016         |
| تراكم ضغوط العمل بالإضافة للعناية بتسوموغي تسبب الإرهاق لـ إينوزوكا-سينسي الذي يُصاب بالحمى ويعجز عن ترك السرير بخلاف عادته لأجل علاج أبيها تذهب تسوموغي في مغامرةٍ بمفردها لمنزل كوتوري-تشان.                                                 | |                    |
| 8 | «حساء الحبّار والقلقاس الذي يظلّ لذيذاً في الغد» "Ashita mo Oishii Ika to Satoimo no Nimono" (明日もおいしいイカと里芋の煮物) | 22 آب 2016         |
| يتغيب إينوزوكا-سينسي عن الدوام الصباحي لحضور يوم زيارة الأهالي للحضانة وممارسة النشاطات مع أطفالهم بناءً على طلب تسوموغي، يحاول إينوزوكا صنع طبق حساء الحبّار والقلقاس الذي صنعته لها أمّها في الماضي.                                          | |                    |
| 9 | «سهرة حفلة أطفال في عطلة الصيف» "Uchi no Ouchi Karē" (うちのおうちカレー)                                                  | 29 آب 2016         |
| يتعلّم الأطفال في الحفلة كيفيّة استخدام السكّين لتقطيع الخضروات ولا سيّما لتحضير وجبة الكاري الشهيّة! تحنّ تسوموغي لوجبة الكاري المنزليّة التي كانت تعدّها أمّها فيبحث والدها عن الوصفة لإعداد نفس الوجبة لها.                                        | |                    |
| 10 | «عطلة صيفية وقطّة وآجي» "Natsuyasumi to Neko to Aji" (夏休みとねことアジ)                                                   | 5 أيلول 2016       |
| يذهب إينوزوكا-سينسي وتسوموغي للشاطئ للتنزه هناك، ويتوجهان منه مع مجموعةٍ من أسماك الآجي إلى مطعم كوتوري تفكر كوتوري بأطباقٍ ملائمةٍ للآجي بينما يتعلم إينوزوكا-سينسي تقطيع السمك لأول مرة.                                                      | |                    |
| 11 | «مسرحية وكريب البطاطا الحلوة» "Oyūgi Kai to Satsumaimo Kurēpu" (おゆうぎ会とさつまいもクレープ)                            | 12 أيلول 2016      |
| تقيم ثانوية شيكيزو مهرجاناً ثقافياً، ويشارك صفّ كوتوري بكشك بيع فطائر كريب كما يطلبون منها المساعدة لإضافة صنف مميز لقائمتهم تريد تسوموغي المشاركة في مسرحية الحضانة بدور السيّد غاليغالي بينما تواجه معارضةً من صديقتها.                         | |                    |
| 12 | «أوكونومياكي مليء بالعاطفة» "Aijō Tappuri Okonomiyaki" (あいじょーたっぷりお好み焼き)                                      | 19 أيلول 2016      |
| بينما يذهب إينوزوكا-سينسي وتسوموغي لتناول العشاء يمرّان بمطعم أوكونومياكي فوّاح الرائحة ويقرران دخوله، لكن تجربة أكل الأوكونومياكي الأولى لتسوموغي لم تجرِ كما كان يأملها إينوزوكا ثمّ تقترح كوتوري صنع الطبق في لقاء طهوهم القادم مع حضور أمّها. | |                    |

## روابط خارجية
- حلاوة وبريق على موقع ANN manga (الإنجليزية)